# Palazzo delle Congregazioni
Il palazzo delle Congregazioni è uno storico palazzo, sede del liceo classico, delle Scienze umane e LES (liceo delle scienze umane con opzione economico-sociale) Antonio Genovesi, che sorge in piazza del Gesù Nuovo a Napoli, alla sinistra della chiesa del Gesù Nuovo. 
Fa parte, insieme alla chiesa del Gesù Nuovo ed alla casa Professa dei Padri Gesuiti, della cosiddetta insula gesuitica, cioè il complesso della compagnia di Gesù, instauratasi nel 1584 nel palazzo Sanseverino.

## Storia

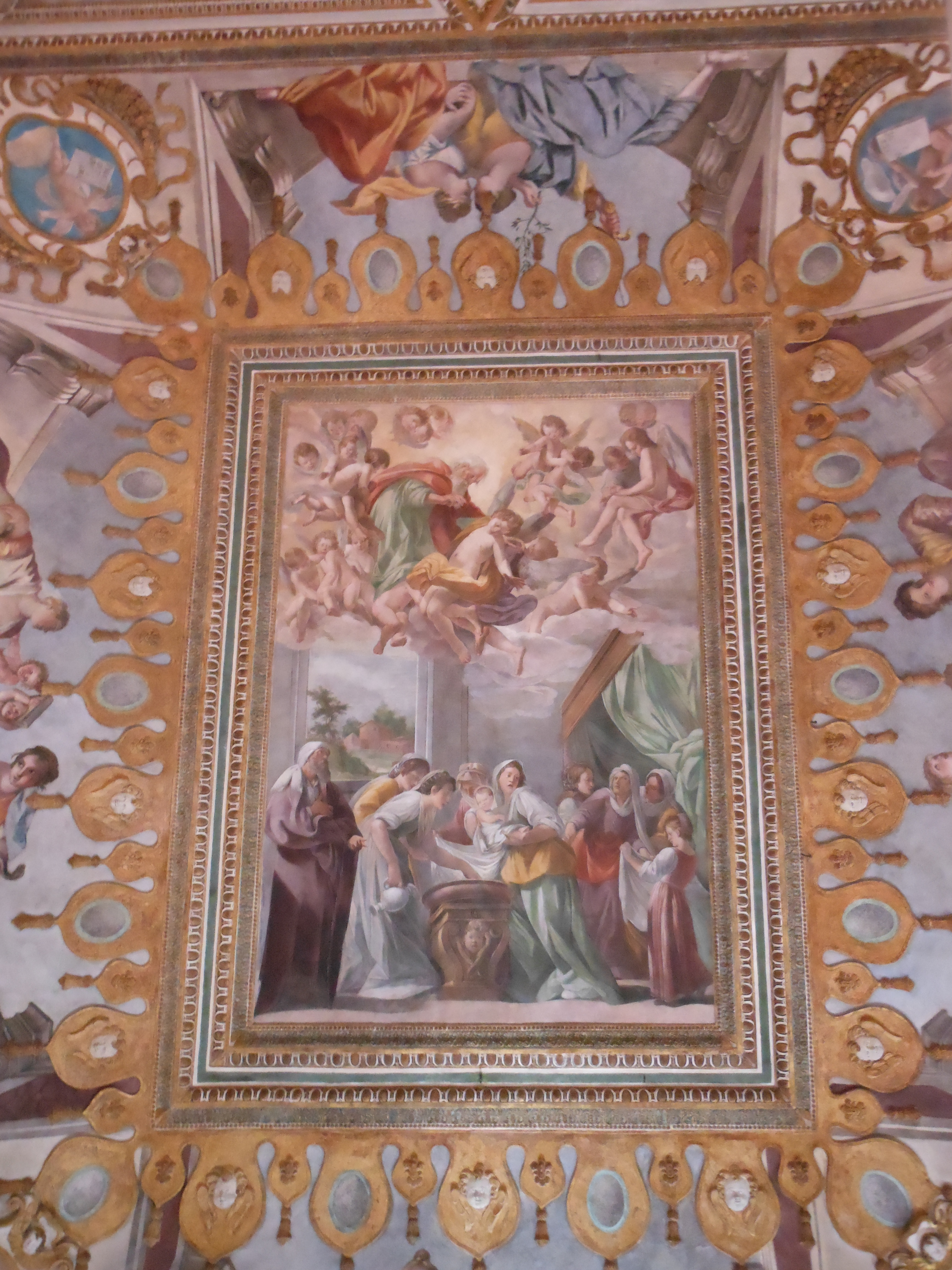
Natività di Battistello Caracciolo nell'oratorio dei Nobili

Il palazzo viene progettato come sede delle varie congregazioni laiche guidate dai gesuiti. La sua costruzione comincia nel 1592.
Secondo Carlo Celano il palazzo in origine ospitava cinque oratori o congregazioni:
- oratorio dei Nobili o dei Cavalieri
- oratorio dei Ragazzi nobili
- oratorio degli Artigiani, poi detto delle Dame
- oratorio dei Dottori e dei Mercanti
- oratorio dei Borghesi

Nel 1888 il palazzo divenne sede del liceo classico Antonio Genovesi, il terzo liceo di Napoli per antichità.

## Descrizione
Il palazzo presentava fino alla fine del XIX secolo un solo piano e una facciata molto semplice, come testimoniano incisioni e litografia dei secoli precedenti. Con l'ampliamento del palazzo, la facciata viene rifatta con motivi neoromanici.
Sono presenti due portali d'ingresso, un tempo sormontati entrambi da un timpano eliminato nel rifacimento neoromanico. Il primo portale è l'accesso al liceo classico, delle Scienze Umane e LES(liceo delle scienze umane con opzione economico-sociale) Genovesi che occupa la gran parte del palazzo, in particolare la parte prospiciente la piazza e le tre testimonianze artistiche pervenuteci. 
L'altro ingresso permette l'accesso al cortile interno su cui si affaccia il transetto sinistro della chiesa del Gesù con il rivestimento in bugnato. Tramite il cortile è possibile accedere alla scuola media Ugo Foscolo.
Nel vestibolo di accesso al cortile è possibile accedere sulla destra all'Oratorio dei Mercanti, tuttora di proprietà dei Gesuiti e denominato sala Valeriano, in quanto Giuseppe Valeriano fu l'architetto che trasformò in chiesa il palazzo Sanseverino.
All'interno del liceo lungo la tromba delle scale è presente un monumento ai caduti della prima guerra mondiale che hanno studiato nel liceo: tra questi lo scrittore-soldato Enzo Petraccone e l'aviere Ugo Niutta al quale è stato intitolato l'aeroporto di Capodichino. Il monumento è adornato da fucili ed elmetti risalenti a quegli anni.
Gli ambienti storici superstiti (specialmente per il patrimonio artistico) sono l'Oratorio dei Nobili e la sua sacrestia e l'Oratorio delle Dame. Il loro restauro si è completato nel 2012 dopo svariati anni. Da citare infine le cosiddette sale del bugnato, due aule che presentano su lato destro il particolare bugnato piramidale della facciata della chiesa del Gesù.

### Sacrestia dell'oratorio dei Nobili

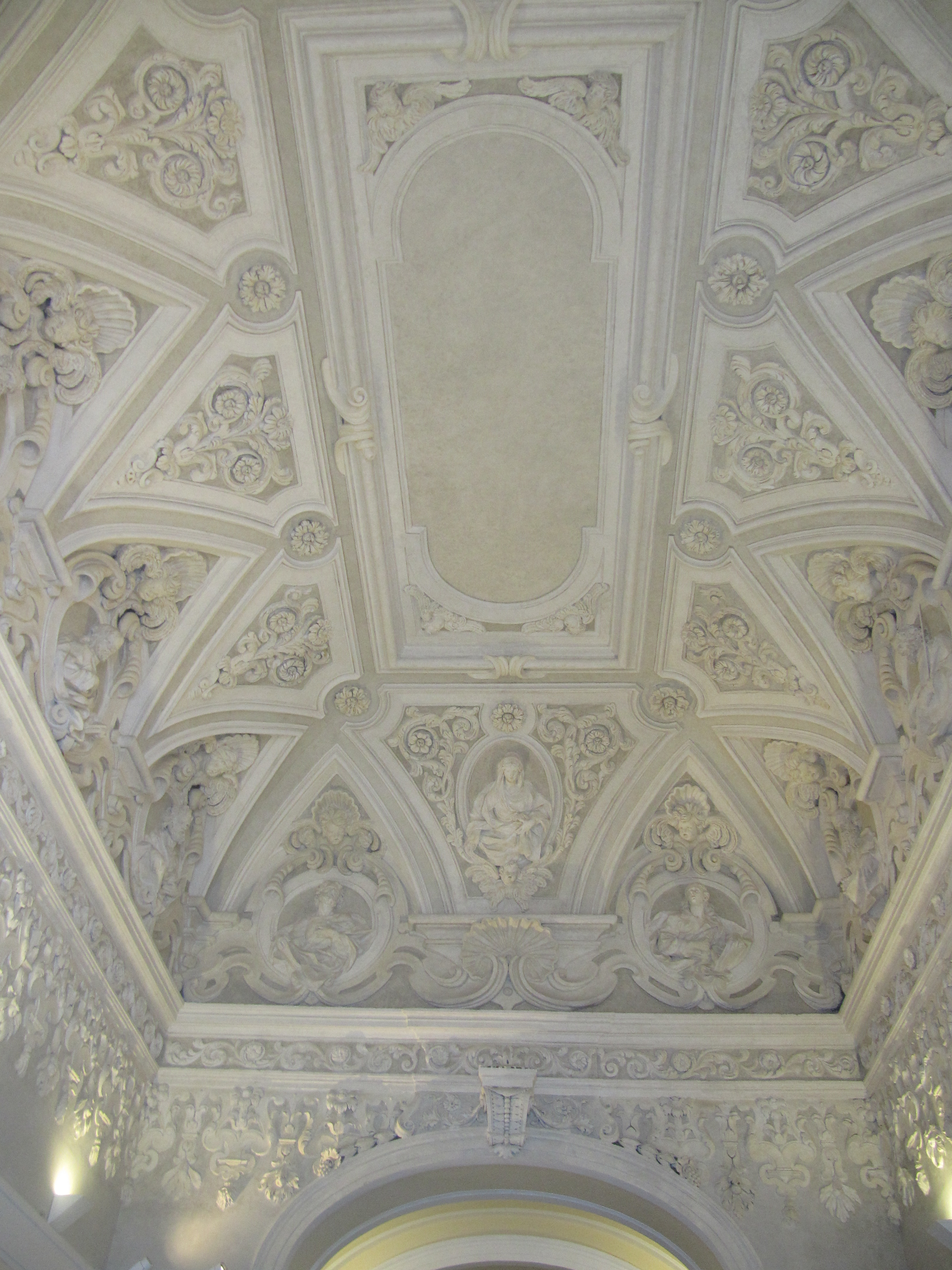
Gli stucchi della sagrestia dell'oratorio dei Nobili, oggi atrio dell'ingresso del liceo Genovesi

È il primo ambiente che si osserva appena entrati nel portale del liceo Genovesi, di cui oggi costituisce l'androne. Le decorazioni furono realizzate nel 1682 da Simone Mano su disegno di Giovan Domenico Vinaccia, che progettò i busti di Cristo, Maria e gli apostoli avvolti da una ricca e folta fascia di stucchi ornamentali.
Sulla parete sinistra c'è il busto di Antonio Genovesi posto nel 1905 e la targa in bronzo risalente al periodo fascista del cosiddetto bollettino della vittoria del generale Armando Diaz durante la prima guerra mondiale. Sulla parete destra la lapide di commemorazione di Giuseppe Orsi e Giuseppe Fiorentino, eroi della guerra italo-turca che hanno frequentato il liceo.

### Oratorio dei Nobili
L'oratorio dei Nobili è il secondo ambiente che si incontra: vi sono affreschi che Giovanni Lanfranco realizzò dal 1646, raffiguranti l'Annunciazione e le figure dei santi Pietro e Paolo, Gennaro, Nicola, Maria Maddalena e Maria Egiziaca. Al centro del soffitto c'è il grandioso affresco incorniciato della Natività di Maria di Battistello Caracciolo, eseguito tra il 1625 e il 1630 e attorniato da figure allegoriche.
L'oratorio dei Nobili è oggi predisposto come aula magna del Liceo Genovesi.

### L'oratorio delle Dame
Nell'oratorio delle Dame, che sarà la biblioteca del liceo Genovesi, vi sono affreschi sulla volta di Belisario Corenzio. Gli affreschi, eseguiti intorno al 1640, sono divisi in riquadri che ricoprono l'intero soffitto, i più grandi raffigurano scene inerenti alla Storia di Maria: la Natività, l'Incoronazione e l'Immacolata. Nelle lunette sono raffigurate sempre scene della vita della Madonna. Infine, putti inseriti in dei medaglioni e figure simboliche esaltano le Virtù di Maria.